# Шліфувальний верстат
Шліфувальні верстати (англ. Grinding machine, grinder) відносяться до третьої класифікаційної групи верстатів і підрозділяються на ряд типів, з яких найпоширенішими є такі: 
- плоскошліфувальні — для обробки різних площин;
- круглошліфувальні — для обробки заготовок, що мають вісь обертання по зовнішній поверхні;
- внутрішліфувальні — для обробки внутрішніх отворів заготовок;
- безцентрово-шліфувальні — для обробки зовнішніх поверхонь тіл обертання, що мають більшу в порівнянні з діаметром довжину, або заготовок типу кільце,
- заточувальні — для заточення різного різального інструменту.

## Галерея

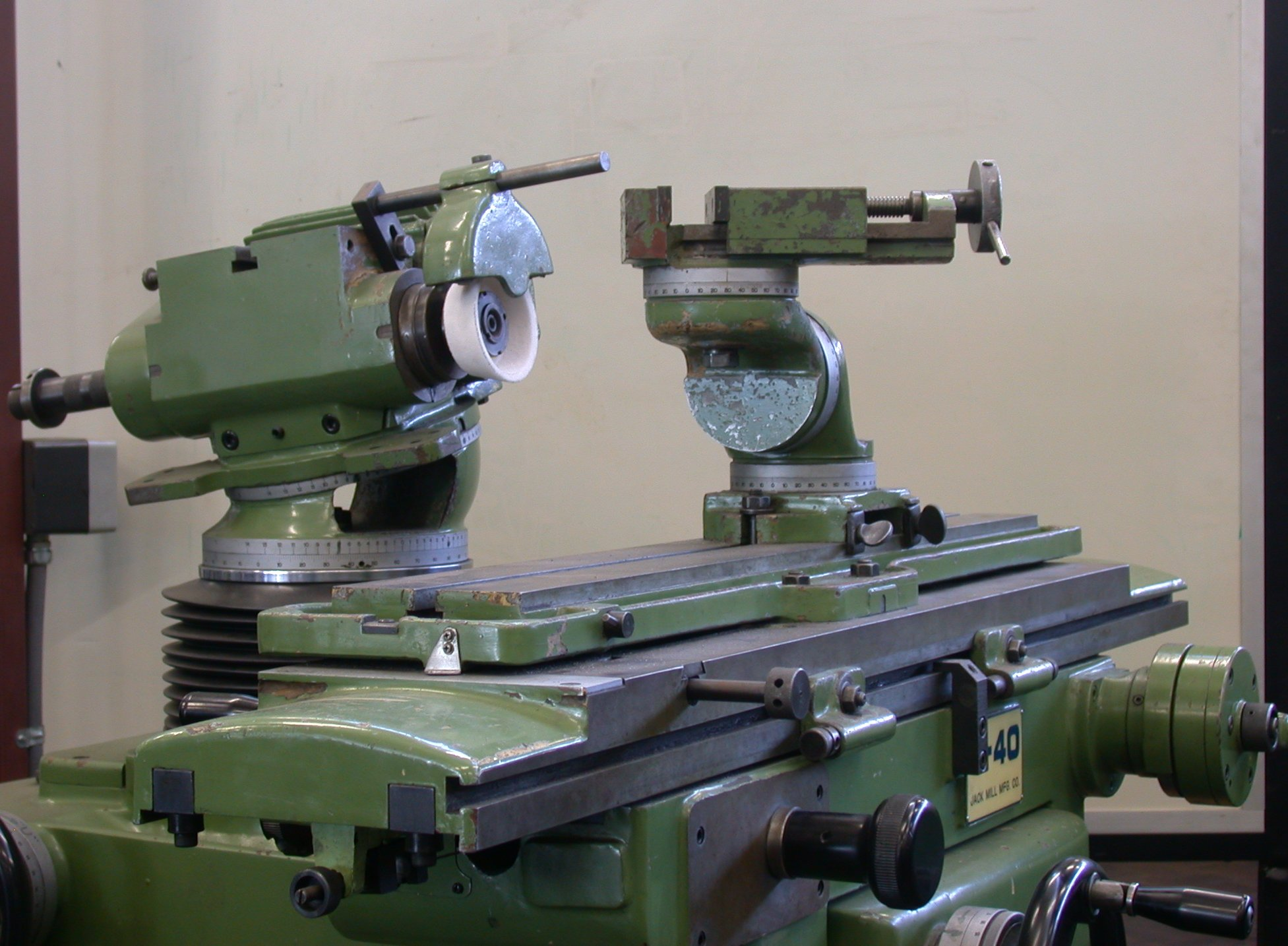
Універсально-заточний верстат
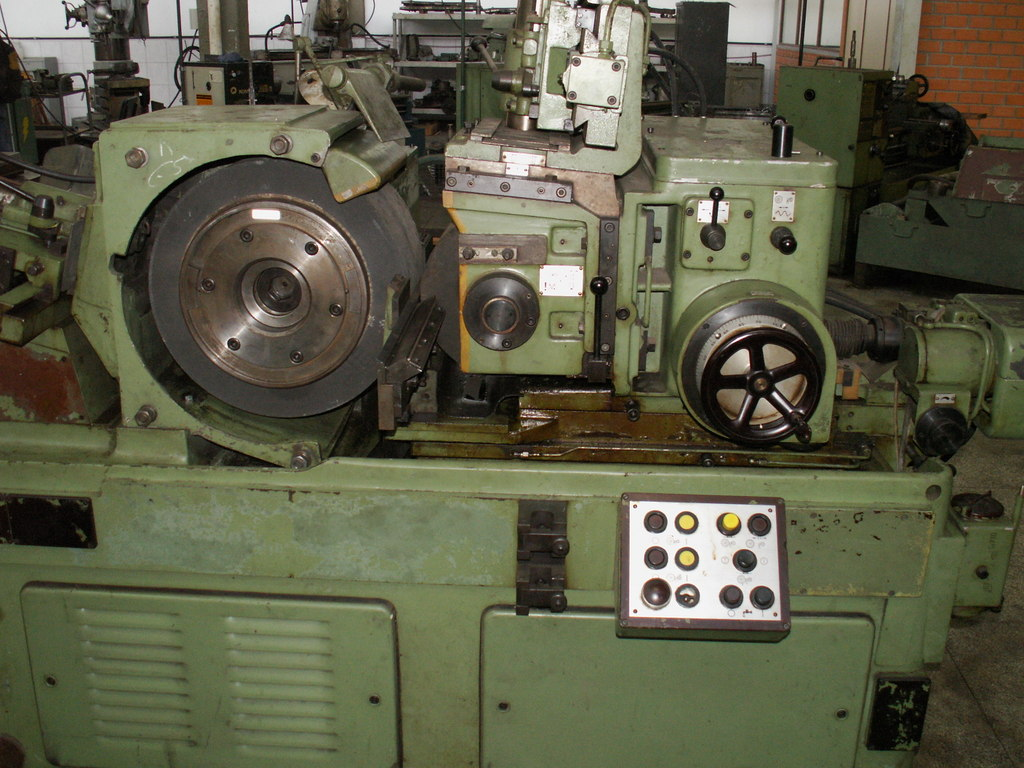
Безцентровошліфувальний верстат
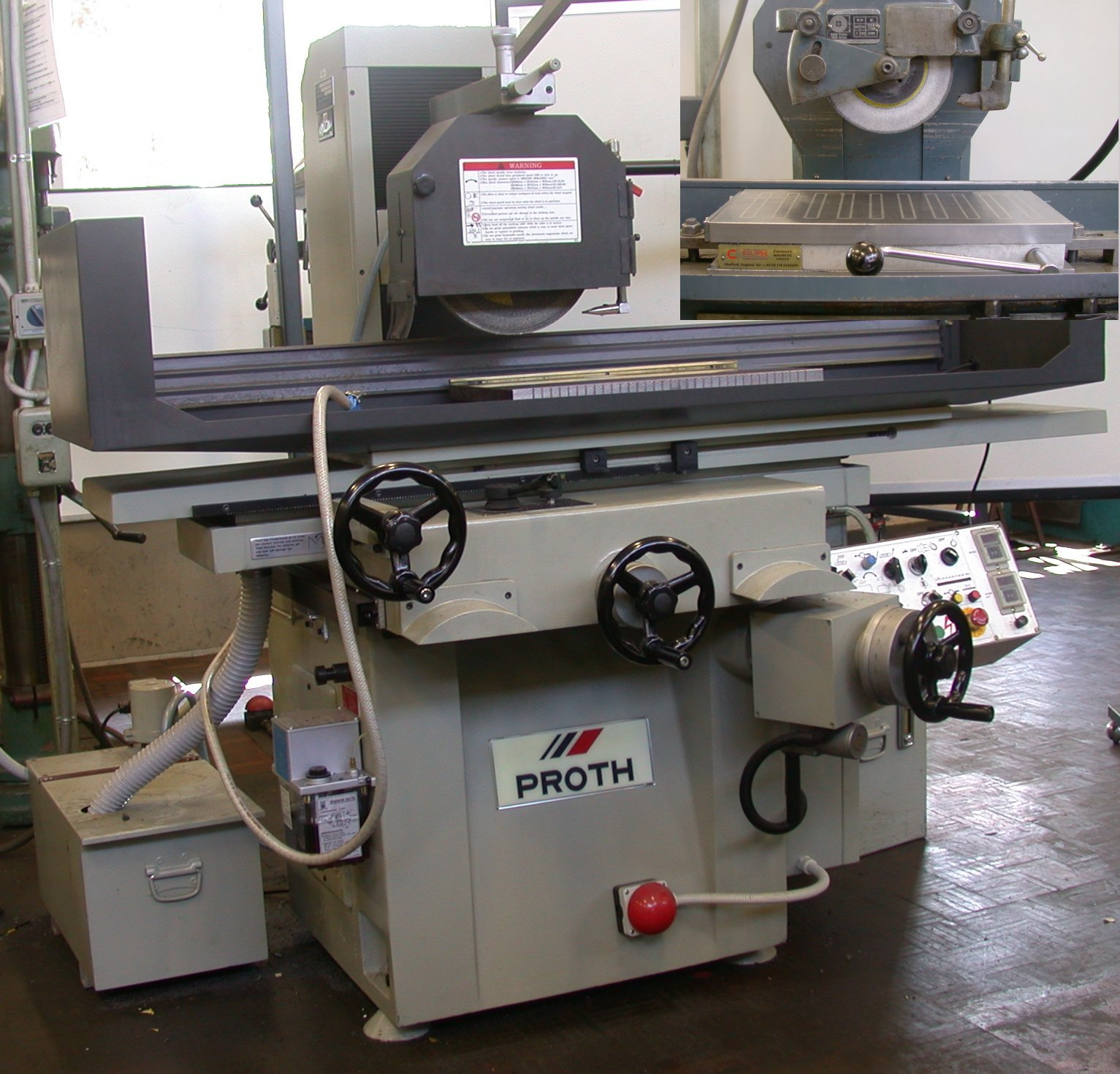
Плоскошліфувальний верстат